# Tư thiên giám Giám phó
Tư thiên giám Giám phó (司天監監副, Vice Director of the Imperial Observatory) là vị phó quan Tư thiên giám tại Việt Nam.
Thời Bảo thái, trật Chánh lục phẩm.
Thời Nguyễn, do Tư thiên giám đổi tên thành Khâm thiên giám, nên chức này được biết với tên mới là Khâm thiên giám Giám phó. Thời Minh Mạng, trật Tòng ngũ phẩm.